# Crambus sebrus
Crambus sebrus là một loài bướm đêm trong họ Crambidae.